# Rio: Rainbow Gate!
Rio: Rainbow Gate! (яп. リオ レインボーゲート Рио Рэинбо: Гэ:то) — тринадцатисерийное аниме производства студии Xebec. Его трансляция проходит с 4 января по 22 марта 2011 года на телеканалах Японии.
Открывающую музыкальную композицию сериала Let's Spin the World Together! (яп. 世界と一緒にまわろうよ！ Sekai to Issho ni Mawarou yo!) исполняет группа Love Roulettes, а закрывающую Miracle☆Chance (яп. みらくる☆ちゃんす Mirakuru Chansu) — ULTRA-PRISM.

## Сюжет
Действие сюжета разворачивается вокруг приключений Рио Татибаны, крупье казино, поставившей перед собой цель завладеть тринадцатью легендарными картами (т. н. «Вратами») чтобы получить звание самого ценного крупье казино.

## Персонажи
- Рио «Роллинз» Татибана (яп. リオ・ロリンズ・タチバナ Рио Рориндзу Татибана)

Сэйю — Марина Иноуэ
Наиболее популярная из крупье в казино Howard Resort. Её домашнее животное — хорёк Чип.
- Минт Кларк (яп. ミント・クラーク Минто Кура:ку)

Сэйю — Аяна Такэтацу
Молодая девушка, посещающая Howard Resort вместе со своим дедом. Постоянного носит с собой плюшевого медведя Чоко.
- Роза Канион (яп. ローザ・キャニオン Ро:дза Кяниён)

Сэйю — Каори Симидзу
Бывшая голливудская актриса, подрабатывающая в казино крупье.
- Аня Хельсинг (яп. アーニャ・ヘルシング А:ня Хэрусингу)

Сэйю — Юкари Фукуи
Молодая девушка из России, которая стала ученицей Рио. Хоть и её навыки крупье хороши, она довольно неуклюжа, что приводит к огромным беспорядками в казино.

## Список серий
| № серии | Название серии                                                         | Трансляция в Японии  |
| ------- | ---------------------------------------------------------------------- | -------------------- |
| 1       | Goddess of Victory «Goddesu obu Vikutorī» (ゴッデス オブ ヴィクトリー) | 4 января 2011 года   |
| 2       | Gate Holder «Gēto Horudā» (ゲート ホルダー)                            | 13 января 2011 года  |
| 3       | Misery «Mizaryi» (ミザリィ)                                            | 18 января 2011 года  |
| 4       | Sisters «Shisutāzu» (シスターズ)                                       | 25 января 2011 года  |
| 5       | Sky Resort «Sukai Rizōto» (スカイリゾート)                             | 1 февраля 2011 года  |
| 6       | Roll Ruler «Rōru Rūrā» (ロールルーラー)                                | 8 февраля 2011 года  |
| 7       | Antlion «Antoraion» (アントライオン)                                   | 15 февраля 2011 года |
| 8       | Ase «Ēsu» (エース)                                                     | 22 февраля 2011 года |
| 9       | Joker «Jōkā» (ジョーカー)                                              | 1 марта 2011 года    |
| 10      | Reverse «Ribāsu» (リバース)                                            | 8 марта 2011 года    |
| 11      | Number 10 «Nanbā Ten» (ナンバーテン)                                   | 15 марта 2011 года   |
| 12      | Speculation «Supekyurēshon» (スペキュレーション)                       | 22 марта 2011 года   |
| 13      | Rainbow Gate «Reinbō Gēto» (レインボーゲート)                          | 29 марта 2011 года   |